# Euriphene abasa
Euriphene abasa är en fjärilsart som beskrevs av William Chapman Hewitson 1866. Euriphene abasa ingår i släktet Euriphene och familjen praktfjärilar. Inga underarter finns listade i Catalogue of Life.